# Керимова, Вусаля Акиф кызы
Вусаля Акиф кызы Керимова (азерб. Vüsalə Akif qızı Kərimova) — азербайджанская спортсменка-инвалид, выступающая на соревнованиях по спортивным танцам на колясках. Победительница Кубка Континентов 2013 года. Председатель общества «Поддержки спортсменов-инвалидов» при Национальном паралимпийском комитете Азербайджана.

## Биография
Вусаля Керимова родилась в 1987 году в Баку. В 15 лет Вусаля упала и в результате полученной травмы осталась прикованной к инвалидной коляске. Тогда Вусаля Керимова готовилась к поступлению в ВУЗ, но из-за болезни ей это не удалось.
Вскоре Вусаля Керимова начала заниматься спортивными танцами. В мае 2012 года на чемпионате мира по спортивным танцам на колясках в Минске (Беларусь) Керимова удостоилась бронзовой медали. В сентябре этого же года на Кубке Континентов, прошедшем в Санкт-Петербурге (Россия) инвалид первой группы Вусаля Керимова в паре с Тамерланом Гадировым, выступая во второй категории латиноамериканских танцев в ранге «комби» (это когда в паре участвуют танцор-инвалид и танцор не инвалид) также заняла третье место.
8 июня 2013 года, по инициативе Национального паралимпийского комитета Азербайджанской Республики, в Московской области, на аэродроме «Аэроград Коломна», Вусаля Керимова совершила прыжок с парашютом с высоты 4 тысяс метров. Данная акция была проведена в рамках мероприятий, приуроченных к 90-летию бывшего президента Азербайджана Гейдара Алиева.
В сентябре 2013 года на Кубке Континентов, который проходил в Москве пара Вусаля Керимова — Тамерлан Гадиров в латиноамериканской программе заняли первое место. Соревнования проходили в преддверии празднования полугода до первых в истории России Паралимпийских зимних игр.
Кубок Континетов был передан Керимовой и Гадировым Национальному паралимпийскому комитету.
Также в 2013 году Вусаля Керимова так и сумела поступить в ВУЗ. Керимова работает в центре «Асан хидмет», созданному при Государственном агентстве по оказанию услуг гражданам и социальным инновациям при Президенте Азербайджана.
Помимо спортивных танцев Керимова также занимается фехтованием. В августе 2013 года Керимова в составе сборной Азербайджана по паралимпийскому фехтованию приняла участие на чемпионате мира в Будапеште. Это было первым участием Азербайджана на чемпионатах мира и первым международным соревнованием по паралимпийскому фехтованию для азербайджанских спортсменов.
В феврале 2016 года Вусаля Керимова распоряжением президента Азербайджана Ильхама Алиева по случаю 20-летнего юбилея создания Национального паралимпийского комитета Азербайджанской Республики и за заслуги в развитии паралимпийского движения в Азербайджане была награждена медалью «Прогресс».